# 孚王府
孚王府，原为怡亲王府，位于北京市东城区朝内大街137号。占地面积44000平方米，整体呈长方形，分东路、中路、西路。其内建筑布局完全与《大清会典》所规定的王府形式相符。中路有前庭和后寝两个部分。正殿名为银安殿，左右各有配楼7间。后殿5间，后寝7间，最后有后罩楼7间。后罩楼两侧各有一个独立的庭院。正院西侧有几个四合院，原为王府眷属的居住区。东路院原属府库、厨厩及执事侍从的住所。

## 历史

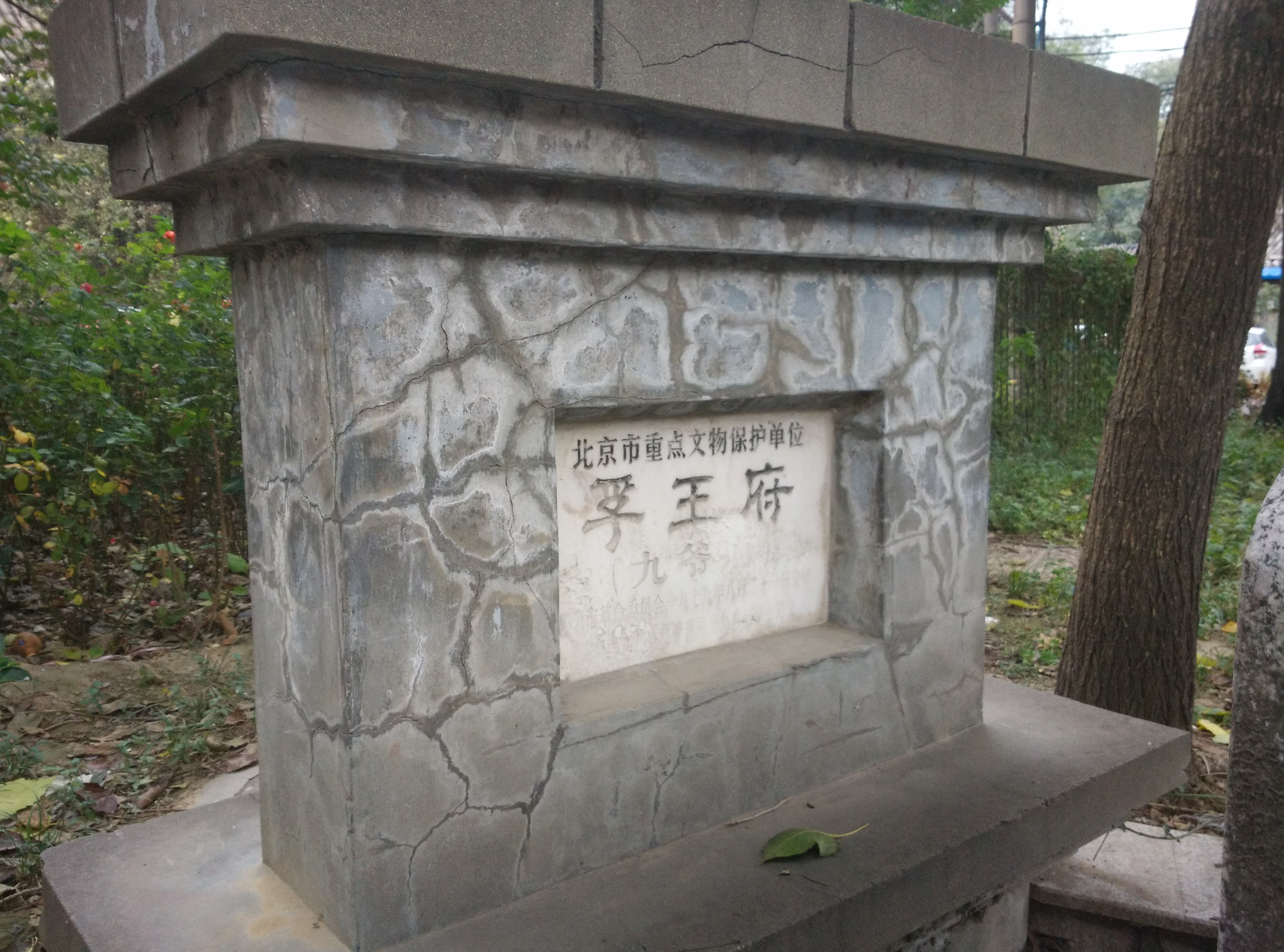
孚王府的北京市文物保护单位标志碑

雍正八年（1730年），怡亲王允祥逝后，因故邸改建贤良寺以祀王，因此赐第二代嗣王弘晓建新府于此，为和旧府有别，也称此处为怡亲王新府。后来，怡亲王第六代载垣在“辛酉政變”中被赐自尽，怡亲王府被收回。
同治三年（1864年），将这个府邸赐道光皇帝第九子孚郡王奕譓为邸，俗称“九爷府”。11年后孚郡王晋升亲王，此府改称孚王府。
民国期间，张作霖的部下杨宇霆买下孚王府，后来曾经改建成北平大学女子文理学校。
1949年后，孚王府由中央财政经济委员会等多家单位占用，后来陆续住进几百户居民。现有居民270多户，搭建的违章建筑有在10000多平方米。1981年7月，被北京市列为市级重点文物保护单位。2001年6月，被国务院列为全国重点文物保护单位。
2016年1月22日，市政协委员、北京市文物局前局长孔繁峙向市政协十二届四次会议提交“老城重组应列出‘王府腾退保护’时间表”的提案。孔其後接受记者訪問時，表示孚王府目前被佔用，住了378户居民，已经成为典型的居民大杂院，亟待腾退保护。
现孚王府大门外挂的单位牌子计有8块：
- 世界图书出版社
- 万国学术出版社

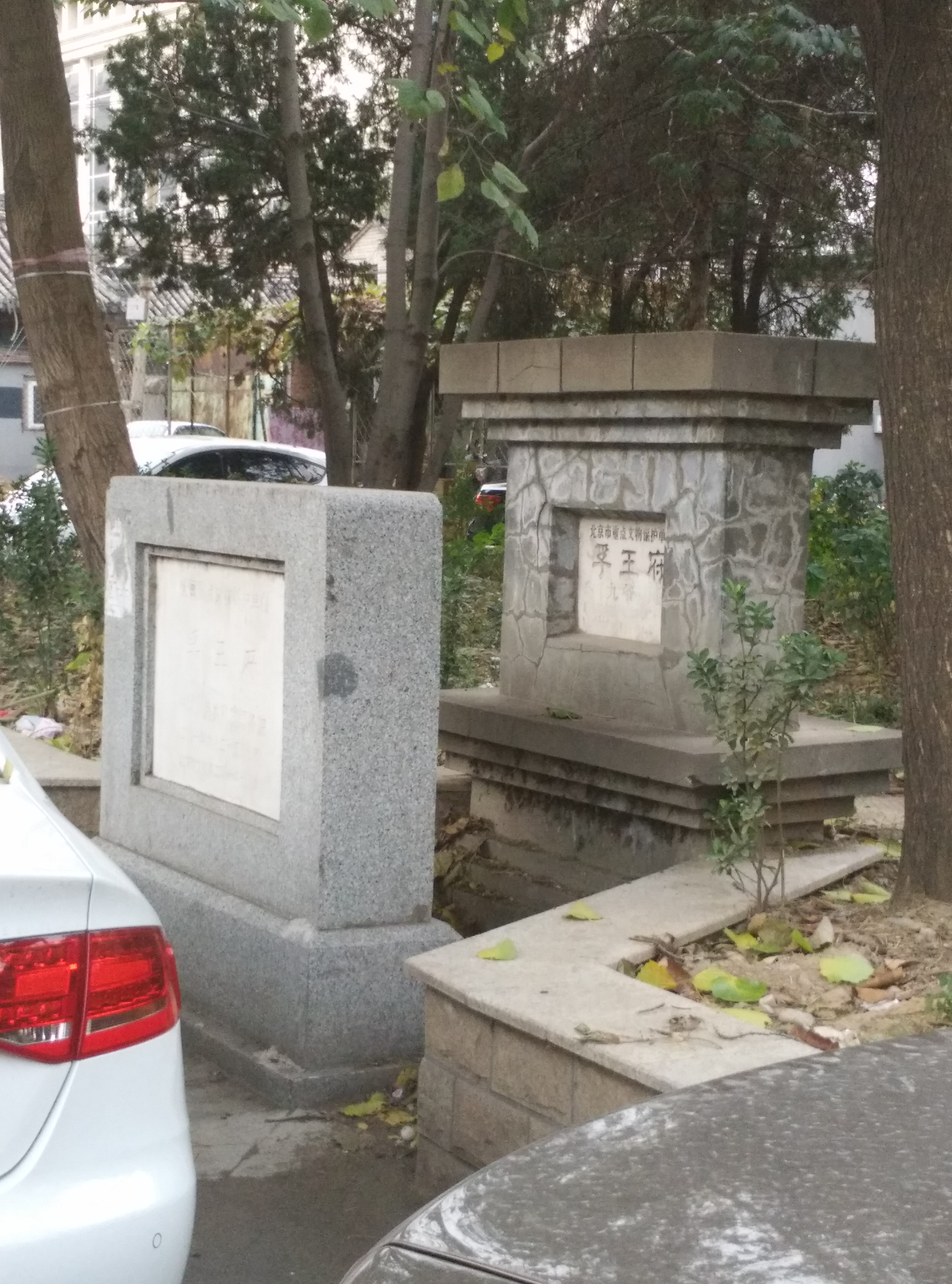
孚王府的两块文保碑

- 中国科学院自然科学史研究所（在此建设中国科技史资料中心）
- 中国-葡萄牙科学历史中心
- 中国科学技术史学会
- 中国科学文化音像出版社（中院西配殿一层）
- 中国散文诗学会
- 中国-大艺术系